# Kiichi Shigehiro
Kiichi Shigehiro (* 11. November 1998 in Tokio) ist ein japanischer Shorttracker.

## Werdegang
Shigehiro startete international erstmals bei den Juniorenweltmeisterschaften im Januar 2016 in Sofia und belegte dort den 21. Platz im Mehrkampf und den vierten Rang mit der Staffel. Im folgenden Monat holte er bei den Olympischen Jugend-Winterspielen in Lillehammer die Silbermedaille mit der Mixed-Staffel. Bei den Juniorenweltmeisterschaften 2017 in Innsbruck errang er den 13. Platz im Mehrkampf und den vierten Platz mit der Staffel. Sein Debüt im Weltcup hatte er im Februar 2019 in Dresden, das er über 500 m und 1000 m jeweils auf dem 40. Platz beendete. Bei der Winter-Universiade 2019 in Krasnojarsk gewann er die Bronzemedaille über 1500 m. Im folgenden Jahr wurde er bei den Vier-Kontinente-Meisterschaften in Montreal Zehnter im Mehrkampf und Vierter mit der Staffel.

## Persönliche Bestzeiten
- 500 m      41,353 s (aufgestellt am 1. Februar 2019 in Dreseen)
- 1000 m    1:23,179 min (aufgestellt am 1. November 2019 in Salt Lake City)
- 1500 m    2:15,740 min (aufgestellt am 27. Januar 2017 in Innsbruck)